# Mordellistena beyrodti
Mordellistena beyrodti is een keversoort uit de familie spartelkevers (Mordellidae). De wetenschappelijke naam van de soort is voor het eerst geldig gepubliceerd in 1922 door Lengerken.